# NMB48
Le NMB48 sono un girl group idol giapponese che ha debuttato nel 2011 come gruppo-gemello delle AKB48, create da Yasushi Akimoto.
Il gruppo si esibisce al NMB48 Theater. L'acronimo NMB indica il distretto di Namba ad Osaka, dove si trova il teatro.

## Formazione
A maggio 2020 il gruppo era formato da 50 membri, divisi in diversi team: Team N composto da 15 ragazze, Team M da 15 e Team BII da 18. Il gruppo comprende inoltre un programma speciale chiamato Kenkyūsei, composto attualmente da 2 ragazze che si allenano per diventare, un giorno, membri ufficiali del gruppo.

### Team N
Chihiro Kawakami è il capitano del Team N.
| Nome (kanji)                    | Data di nascita (età) | Luogo di nascita | Posizione nelle elezioni | Posizione nelle elezioni | Posizione nelle elezioni | Posizione nelle elezioni | Posizione nelle elezioni | Posizione nelle elezioni | Posizione nelle elezioni | Posizione nelle elezioni |
| Nome (kanji)                    | Data di nascita (età) | Luogo di nascita | 3                        | 4                        | 5                        | 6                        | 7                        | 8                        | 9                        | 10                       |
| ------------------------------- | --------------------- | ---------------- | ------------------------ | ------------------------ | ------------------------ | ------------------------ | ------------------------ | ------------------------ | ------------------------ | ------------------------ |
| Yūmi Ishida (石田 優美?)        | 12 ottobre 1998       | Hyōgo            |                          | ×                        | ×                        | ×                        | ×                        | ×                        | ×                        |                          |
| Ayano Izumi (泉 綾乃?)          | 22 novembre 2004      | Kyoto            |                          |                          |                          |                          |                          |                          |                          | ×                        |
| Chihiro Kawakami (川上 千尋?)   | 17 dicembre 1998      | Osaka            |                          |                          | ×                        | ×                        | ×                        | ×                        | ×                        | 113                      |
| Nanaho Kawano (河野 奈々帆?)    | 18 maggio 2000        | Osaka            |                          |                          |                          |                          |                          |                          |                          | ×                        |
| Rina Kobayashi (小林 莉奈?)     | 20 aprile 2001        | Saitama          |                          |                          |                          |                          |                          |                          |                          |                          |
| Nami Sakamoto (坂本 夏海?)      | 21 luglio 1999        | Tokyo            |                          |                          |                          |                          |                          |                          |                          |                          |
| Haruka Sadano (貞野 遥香?)      | 30 giugno 2002        | Osaka            |                          |                          |                          |                          |                          |                          |                          |                          |
| Rika Shimizu (清水 里香?)       | 15 settembre 1998     | Chiba            |                          |                          |                          |                          |                          |                          | ×                        | ×                        |
| Marin Shōbu (菖蒲 まりん?)      | 29 dicembre 1999      | Hokkaidō         |                          |                          |                          |                          |                          |                          |                          |                          |
| Rurina Nishizawa (西澤 瑠莉奈?) | 27 luglio 1999        | Osaka            |                          | ×                        | ×                        | ×                        | ×                        | ×                        | ×                        | ×                        |
| Haasa Minami (南 羽諒?)         | 2 aprile 2001         | Osaka            |                          |                          |                          |                          |                          |                          |                          | ×                        |
| Sae Murase (村瀬 紗英?)         | 30 marzo 1997         | Osaka            |                          | ×                        | ×                        | ×                        | ×                        | 88                       | 39                       | 90                       |
| Ayaka Morita (森田 彩花?)       | 29 maggio 1995        | Hyōgo            |                          |                          | ×                        | ×                        | ×                        | ×                        | ×                        | ×                        |
| Amiru Yamasaki (山崎 亜美瑠?)   | 21 luglio 2001        | Hyōgo            |                          |                          |                          |                          |                          |                          |                          | ×                        |
| Akari Yoshida (吉田 朱里?)      | 16 agosto 1996        | Osaka            | ×                        | ×                        | 50                       | 72                       | 64                       | 77                       | 16                       | 14                       |

### Team M
Nagisa Shibuya è il capitano del Team M.
| Nome (kanji)                     | Data di nascita (età) | Luogo di nascita | Posizione nelle elezioni | Posizione nelle elezioni | Posizione nelle elezioni | Posizione nelle elezioni | Posizione nelle elezioni | Posizione nelle elezioni | Posizione nelle elezioni | Posizione nelle elezioni |
| Nome (kanji)                     | Data di nascita (età) | Luogo di nascita | 3                        | 4                        | 5                        | 6                        | 7                        | 8                        | 9                        | 10                       |
| -------------------------------- | --------------------- | ---------------- | ------------------------ | ------------------------ | ------------------------ | ------------------------ | ------------------------ | ------------------------ | ------------------------ | ------------------------ |
| Natsuko Akashi (明石 奈津子?)    | 17 agosto 1999        | Osaka            |                          |                          | ×                        | ×                        | ×                        | ×                        | ×                        |                          |
| Wakana Abe (安部 若菜?)          | 18 luglio 2001        | Osaka            |                          |                          |                          |                          |                          |                          |                          |                          |
| Akari Ishizuka (石塚 朱莉?)      | 11 luglio 1997        | Chiba            |                          | ×                        | ×                        | ×                        | ×                        | ×                        | ×                        | ×                        |
| Anna Ijiri (井尻 晏菜?)          | 20 gennaio 1995       | Kyoto            |                          | ×                        | ×                        | ×                        | ×                        | ×                        | ×                        | ×                        |
| Mizuki Uno (鵜野 みずき?)        | 23 ottobre 1996       | Nara             |                          | ×                        | ×                        | ×                        | ×                        | ×                        | ×                        |                          |
| Nagisa Shibuya (渋谷 凪咲?)      | 25 agosto 1996        | Osaka            |                          |                          | ×                        | ×                        | 58                       | 56                       | 60                       | 57                       |
| Miru Shiroma (白間 美瑠?)        | 4 ottobre 1997        | Osaka            | ×                        | ×                        | ×                        | 43                       | 34                       | 24                       | 12                       | 20                       |
| Kotone Sugiura (杉浦 琴音?)      | 18 dicembre 2000      | Aichi            |                          |                          |                          |                          |                          |                          |                          | ×                        |
| Yuina Deguchi (出口 結菜?)       | 22 giugno 2001        | Nara             |                          |                          |                          |                          |                          |                          |                          |                          |
| Shion Hori (堀 詩音?)            | 29 maggio 1996        | Hokkaidō         |                          |                          |                          |                          |                          | ×                        | ×                        | ×                        |
| Momoka Horinouchi (堀ノ内 百香?) | 10 febbraio 2003      | Hyōgo            |                          |                          |                          |                          |                          |                          |                          |                          |
| Reiko Maeda (前田 令子?)         | 26 settembre 2000     | Osaka            |                          |                          |                          |                          |                          |                          |                          | ×                        |
| Shiori Mizuta (水田 詩織?)       | 21 dicembre 1998      | Ehime            |                          |                          |                          |                          |                          |                          | ×                        | ×                        |
| Maria Mizobuchi (溝渕 麻莉亜?)   | 12 maggio 1999        | Hyōgo            |                          |                          |                          |                          |                          |                          |                          | ×                        |
| Momone Yasuda (安田 桃寧?)       | 8 giugno 2001         | Osaka            |                          |                          |                          |                          |                          | ×                        | ×                        | ×                        |

### Team BII
Karin Kojima è il capitano del Team BII e del gruppo.
| Nome (kanji)                   | Data di nascita (età) | Luogo di nascita | Posizione nelle elezioni | Posizione nelle elezioni | Posizione nelle elezioni | Posizione nelle elezioni | Posizione nelle elezioni | Posizione nelle elezioni | Posizione nelle elezioni | Posizione nelle elezioni |
| Nome (kanji)                   | Data di nascita (età) | Luogo di nascita | 3                        | 4                        | 5                        | 6                        | 7                        | 8                        | 9                        | 10                       |
| ------------------------------ | --------------------- | ---------------- | ------------------------ | ------------------------ | ------------------------ | ------------------------ | ------------------------ | ------------------------ | ------------------------ | ------------------------ |
| Yuki Azuma (東 由樹?)          | 17 febbraio 1996      | Hyōgo            |                          | ×                        | ×                        | ×                        | ×                        | ×                        | ×                        | ×                        |
| Cocona Umeyama (梅山 恋和?)    | 7 agosto 2003         | Osaka            |                          |                          |                          |                          |                          |                          | ×                        | ×                        |
| Rena Okamoto (岡本 怜奈?)      | 22 dicembre 2005      | Osaka            |                          |                          |                          |                          |                          |                          |                          |                          |
| Yūka Ogawa (小川 結夏?)        | 24 giugno 1998        | Kanagawa         |                          |                          |                          |                          |                          |                          |                          |                          |
| Yūka Katō (加藤 夕夏?)         | 1º agosto 1997        | Osaka            |                          | ×                        | ×                        | ×                        | 59                       | 84                       | 33                       | 86                       |
| Karin Kojima (小嶋 花梨?)      | 16 luglio 1999        | Saitama          |                          |                          |                          |                          |                          |                          | ×                        | ×                        |
| Keito Shiotsuki (塩月 希依音?) | 15 dicembre 2005      | Osaka            |                          |                          |                          |                          |                          |                          |                          | ×                        |
| Rei Jonishi (上西 怜?)         | 28 maggio 2001        | Shiga            |                          |                          |                          |                          |                          |                          | ×                        | 98                       |
| Nao Shinzawa (新澤 菜央?)      | 2 agosto 1998         | Hyōgo            |                          |                          |                          |                          |                          |                          |                          |                          |
| Mion Nakagawa (中川 美音?)     | 16 novembre 2002      | Osaka            |                          |                          |                          |                          |                          |                          | ×                        | ×                        |
| Mirai Nakano (中野 美来?)      | 01 dicembre 2002      | Nara             |                          |                          |                          |                          |                          |                          |                          | ×                        |
| Karen Hara (原 かれん?)        | 15 marzo 2001         | Osaka            |                          |                          |                          |                          |                          |                          |                          |                          |
| Yuzuha Hongō (本郷 柚巴?)      | 12 gennaio 2003       | Osaka            |                          |                          |                          |                          |                          | ×                        | ×                        | ×                        |
| Yuria Miyake (三宅 ゆりあ?)    | 16 maggio 2005        | Kyoto            |                          |                          |                          |                          |                          |                          |                          |                          |
| Suzu Yamada (山田 寿々?)       | 11 dicembre 2001      | Osaka            |                          |                          |                          |                          |                          |                          | ×                        | ×                        |
| Ayaka Yamamoto (山本 彩加?)    | 6 agosto 2002         | Hyōgo            |                          |                          |                          |                          |                          |                          | ×                        | 111                      |
| Mikana Yamamoto (山本 望叶?)   | 11 marzo 2002         | Yamaguchi        |                          |                          |                          |                          |                          |                          |                          | ×                        |
| Sumire Yokono (横野 すみれ?)   | 12 dicembre 2000      | Osaka            |                          |                          |                          |                          |                          |                          |                          |                          |

### Kenkyūsei
(Kenkyūsei (研究生? "apprendiste"))
- Mana Kitamura (北村 真菜?) (4 giugno 2005 a Osaka)
- Hinata Namba (南波 陽向?) (12 aprile 2001 a Nara)

### Ex componenti
| Nome (kanji)                     | Data di nascita (età) | Luogo di nascita | Posizione nelle elezioni | Posizione nelle elezioni | Posizione nelle elezioni | Posizione nelle elezioni | Posizione nelle elezioni | Posizione nelle elezioni | Posizione nelle elezioni | Posizione nelle elezioni |
| Nome (kanji)                     | Data di nascita (età) | Luogo di nascita | 3                        | 4                        | 5                        | 6                        | 7                        | 8                        | 9                        | 10                       |
| -------------------------------- | --------------------- | ---------------- | ------------------------ | ------------------------ | ------------------------ | ------------------------ | ------------------------ | ------------------------ | ------------------------ | ------------------------ |
| Ayaka Yamauchi (山内 彩花?)      | 17 ottobre 1994       | Osaka            |                          |                          |                          |                          |                          |                          |                          |                          |
| Ayaka Mori (森 彩華?)            | 23 maggio 1996        | Osaka            | ×                        |                          |                          |                          |                          |                          |                          |                          |
| Akane Takiyama (瀧山 あかね?)    | 10 maggio 1994        | Hyōgo            |                          |                          |                          |                          |                          |                          |                          |                          |
| Riko Ōtani (大谷 莉子?)          | 11 dicembre 1996      | Nara             |                          |                          |                          |                          |                          |                          |                          |                          |
| Risako Okada (岡田 梨紗子?)      | 28 ottobre 1995       | Osaka            |                          |                          |                          |                          |                          |                          |                          |                          |
| Kokoro Ishikawa (石川 こころ?)   | 19 febbraio 1998      | Osaka            |                          |                          |                          |                          |                          |                          |                          |                          |
| Mizuki Hara (原 みづき?)         | 19 agosto 1997        | Hyōgo            | ×                        |                          |                          |                          |                          |                          |                          |                          |
| Yūka Kodakari (小鷹狩 佑香?)     | 5 agosto 1997         | Osaka            |                          |                          |                          |                          |                          |                          |                          |                          |
| Nanami Sasaki (佐々木 七海?)     | 26 settembre 1998     | Osaka            |                          | ×                        |                          |                          |                          |                          |                          |                          |
| Runa Fujita (藤田 留奈?)         | 25 novembre 1997      | Osaka            |                          | ×                        |                          |                          |                          |                          |                          |                          |
| Sora Tōgō (東郷 青空?)           | 21 settembre 1998     | Hyōgo            |                          | ×                        |                          |                          |                          |                          |                          |                          |
| Shiori Matsuda (松田 栞?)        | 18 giugno 1995        | Hyōgo            | ×                        | ×                        |                          |                          |                          |                          |                          |                          |
| Riona Ōta (太田 里織菜?)         | 31 dicembre 1996      | Gifu             | ×                        | ×                        |                          |                          |                          |                          |                          |                          |
| Kano Sugimoto (杉本 香乃?)       | 11 novembre 1997      | Kyoto            |                          | ×                        |                          |                          |                          |                          |                          |                          |
| Sorai Satō (佐藤 天彩?)          | 4 luglio 1998         | Osaka            |                          | ×                        |                          |                          |                          |                          |                          |                          |
| Ayame Hikawa (肥川 彩愛?)        | 8 novembre 1994       | Hyōgo            | ×                        | ×                        |                          |                          |                          |                          |                          |                          |
| Risa Sugino (杉野 莉沙?)         | 26 maggio 1995        | Osaka            |                          |                          |                          |                          |                          |                          |                          |                          |
| Sena Hirose (廣瀬 聖七?)         | 4 gennaio 1998        | Osaka            |                          |                          |                          |                          |                          |                          |                          |                          |
| Riko Hisada (久田 莉子?)         | 11 ottobre 1997       | Aichi            |                          | ×                        |                          |                          |                          |                          |                          |                          |
| Kanna Shinohara (篠原 栞那?)     | 22 settembre 1997     | Hyōgo            | ×                        | ×                        |                          |                          |                          |                          |                          |                          |
| Yui Yokoyama (横山 由依?)        | 8 dicembre 1992       | Kyoto            | 19                       | 15                       | 13                       | 13                       | 10                       | 11                       | 7                        | 6                        |
| Hitomi Yamamoto (山本 ひとみ?)   | 8 novembre 1998       | Osaka            |                          | ×                        |                          |                          |                          |                          |                          |                          |
| Masako Ishihara (石原 雅子?)     | 12 settembre 1995     | Osaka            |                          |                          | ×                        |                          |                          |                          |                          |                          |
| Aina Fukumoto (福本 愛菜?)       | 25 marzo 1993         | Nara             | ×                        | 43                       |                          |                          |                          |                          |                          |                          |
| Noa Ogawa (小川 乃愛?)           | 29 maggio 1999        | Osaka            |                          |                          | ×                        |                          |                          |                          |                          |                          |
| Arisa Koyanagi (小柳 有沙?)      | 28 aprile 1995        | Hyōgo            | ×                        | ×                        |                          |                          |                          |                          |                          |                          |
| Mako Umehara (梅原 真子?)        | 11 gennaio 1999       | Kyoto            |                          | ×                        | ×                        |                          |                          |                          |                          |                          |
| Hiromi Nakagawa (中川 紘美?)     | 19 novembre 1994      | Osaka            |                          | ×                        | ×                        |                          |                          |                          |                          |                          |
| Momoka Shimazaki (嶋崎 百萌香?)  | 8 febbraio 2001       | Osaka            |                          |                          | ×                        |                          |                          |                          |                          |                          |
| Rena Shimada (島田 玲奈?)        | 5 agosto 1993         | Osaka            |                          | ×                        | ×                        |                          |                          |                          |                          |                          |
| Hono Akazawa (赤澤 萌乃?)        | 29 gennaio 1997       | Osaka            |                          | ×                        | ×                        |                          |                          |                          |                          |                          |
| Mayu Ozasawara (小笠原 茉由?)    | 11 aprile 1994        | Osaka            | ×                        | 60                       | 54                       | 76                       | ×                        |                          |                          |                          |
| Rikako Kobayashi (小林 莉加子?)  | 24 maggio 1996        | Osaka            |                          | ×                        | ×                        |                          |                          |                          |                          |                          |
| Keila Yogi (與儀 ケイラ?)        | 18 ottobre 1999       | Osaka            |                          | ×                        | ×                        | ×                        |                          |                          |                          |                          |
| Riko Takayama (高山 梨子?)       | 12 gennaio 2000       | Osaka            |                          | ×                        | ×                        | ×                        |                          |                          |                          |                          |
| Tsubasa Yamauchi (山内 つばさ?)  | 6 giugno 2000         | Osaka            |                          | ×                        | ×                        | ×                        |                          |                          |                          |                          |
| Ayaka Murakami (村上 文香?)      | 2 giugno 1993         | Hyōgo            |                          | ×                        | ×                        | ×                        |                          |                          |                          |                          |
| Natsumi Yamagishi (山岸 奈津美?) | 16 settembre 1994     | Osaka            | ×                        | ×                        | ×                        | ×                        |                          |                          |                          |                          |
| Arisa Miura (三浦 亜莉沙?)       | 20 luglio 1996        | Hyōgo            |                          | ×                        | ×                        | ×                        |                          |                          |                          |                          |
| Nana Yamada (山田 菜々?)         | 3 aprile 1992         | Osaka            | ×                        | 46                       | 28                       | 29                       |                          |                          |                          |                          |
| Saki Kōno (河野 早紀?)           | 18 giugno 1994        | Osaka            |                          | ×                        | ×                        | ×                        |                          |                          |                          |                          |
| Akane Takayanagi (高柳 明音?)    | 29 novembre 1991      | Aichi            | 23                       | 24                       | 23                       | 31                       | 14                       | 20                       | 15                       | 18                       |
| Yuki Kashiwagi (柏木 由紀?)      | 15 luglio 1991        | Kagoshima        | 3                        | 3                        | 4                        | 3                        | 2                        | 5                        |                          |                          |
| Anna Murashige (村重 杏奈?)      | 29 luglio 1998        | Yamaguchi        |                          | ×                        | ×                        | 67                       | ×                        | 80                       | 100                      |                          |
| Kanako Muro (室 加奈子?)         | 20 novembre 1996      | Osaka            |                          | ×                        | ×                        | ×                        |                          |                          |                          |                          |
| Honoka Terui (照井 穂乃佳?)      | 18 ottobre 1998       | Osaka            |                          |                          | ×                        | ×                        |                          |                          |                          |                          |
| Yui Takano (高野 祐衣?)          | 6 dicembre 1993       | Osaka            |                          | ×                        | ×                        | ×                        |                          |                          |                          |                          |
| Rina Kondō (近藤 里奈?)          | 23 febbraio 1997      | Shiga            | ×                        | ×                        | ×                        | ×                        | ×                        |                          |                          |                          |
| Riho Kotani (小谷 里歩?)         | 24 agosto 1994        | Kyoto            | ×                        | ×                        | ×                        | 61                       | 54                       |                          |                          |                          |
| Kanako Kadowaki (門脇 佳奈子?)   | 24 ottobre 1996       | Osaka            | ×                        | ×                        | ×                        | ×                        | ×                        |                          |                          |                          |
| Ayaka Umeda (梅田 彩佳?)         | 3 gennaio 1989        | Fukuoka          | 22                       | 16                       | 19                       | 35                       | 56                       |                          |                          |                          |
| Aika Nishimura (西村 愛華?)      | 12 gennaio 1998       | Kyoto            |                          |                          | ×                        | ×                        | ×                        |                          |                          |                          |
| Yui Shibata (柴田 優衣?)         | 4 gennaio 1998        | Kanagawa         |                          |                          |                          |                          |                          |                          |                          |                          |
| Miyuki Watanabe (渡辺 美優紀?)   | 19 settembre 1993     | Nara             | ×                        | 19                       | 15                       | 18                       | 12                       |                          |                          |                          |
| Mirei Ueda (植田 碧麗?)          | 2 febbraio 1999       | Hyōgo            |                          | ×                        | ×                        | ×                        | ×                        | ×                        |                          |                          |
| Rika Kishino (岸野 里香?)        | 4 giugno 1994         | Hyōgo            | ×                        | ×                        |                          | ×                        | ×                        | 66                       |                          |                          |
| Haruna Kinoshita (木下 春奈?)    | 9 giugno 1998         | Osaka            | ×                        | ×                        | ×                        | ×                        | ×                        |                          |                          |                          |
| Chiho Matsuoka (松岡 知穂?)      | 21 aprile 1998        | Osaka            |                          |                          | ×                        | ×                        | ×                        | ×                        |                          |                          |
| Hazuki Kurokawa (黒川 葉月?)     | 5 agosto 1998         | Osaka            |                          | ×                        | ×                        | ×                        | ×                        | ×                        |                          |                          |
| Kei Jōnishi (上西 恵?)           | 18 marzo 1995         | Shiga            | ×                        | ×                        | 40                       | 58                       | 36                       |                          |                          |                          |
| Shū Yabushita (薮下 柊?)         | 2 dicembre 1998       | Osaka            |                          | ×                        | 49                       | 59                       | 60                       | 39                       |                          |                          |
| Yūki Yamaguchi (山口 夕輝?)      | 17 ottobre 1993       | Osaka            | ×                        | ×                        | ×                        | ×                        | ×                        |                          |                          |                          |
| Reina Fujie (藤江 れいな?)       | 1º febbraio 1994      | Chiba            | 40                       | 40                       | 32                       | 33                       | 35                       | 41                       |                          |                          |
| Nanami Nishinaka (西仲 七海?)    | 29 luglio 2003        | Osaka            |                          |                          |                          |                          |                          | ×                        |                          |                          |
| Yuki Muranaka (村中 有基?)       | 4 marzo 1997          | Nara             |                          |                          |                          |                          |                          | ×                        |                          |                          |
| Erika Kamieda (上枝 恵美加?)     | 13 luglio 1994        | Osaka            |                          | ×                        | ×                        | ×                        |                          | ×                        |                          |                          |
| Ririka Sutō (須藤 凜々花?)       | 23 novembre 1996      | Tokyo            |                          |                          |                          | ×                        | ×                        | 44                       | 20                       |                          |
| Momoka Kinoshita (木下 百花?)    | 6 febbraio 1997       | Hyōgo            | ×                        | ×                        | ×                        |                          |                          |                          |                          |                          |
| Megumi Matsumura (松村 芽久未?)  | 26 giugno 1995        | Osaka            |                          |                          | ×                        | ×                        | ×                        | ×                        |                          |                          |
| Mirai Mizokawa (溝川 実来?)      | 13 maggio 2004        | Kyoto            |                          |                          |                          |                          |                          |                          |                          |                          |
| Fūko Yagura (矢倉 楓子?)         | 24 febbraio 1997      | Osaka            |                          | ×                        | 44                       | 41                       | 40                       | 33                       |                          |                          |
| Miori Ichikawa (市川 美織?)      | 12 febbraio 1994      | Saitama          | 39                       | 58                       | 57                       | 53                       | 79                       | 81                       | 61                       |                          |
| Reina Nakano (中野 麗来?)        | 24 agosto 1999        | Nara             |                          |                          | ×                        | ×                        | ×                        | ×                        |                          |                          |
| Erina Andō (安藤 愛璃菜?)        | 21 novembre 2003      | Aichi            |                          |                          |                          |                          |                          | ×                        |                          |                          |
| Ayaka Okita (沖田 彩華?)         | 11 ottobre 1995       | Hiroshima        | ×                        | ×                        | ×                        | ×                        | ×                        | 25                       | 48                       |                          |
| Sayaka Yamamoto (山本 彩?)       | 14 luglio 1993        | Osaka            | 28                       | 18                       | 14                       | 6                        | 6                        | 4                        |                          |                          |
| Azusa Uemura (植村 梓?)          | 4 febbraio 1999       | Osaka            |                          |                          |                          |                          | ×                        | ×                        | ×                        | ×                        |
| Konomi Kusaka (日下 このみ?)     | 12 gennaio 1996       | Osaka            |                          | ×                        | ×                        | ×                        | ×                        | ×                        |                          |                          |
| Momoka Hayashi (林 萌々香?)      | 11 settembre 1998     | Kyoto            |                          | ×                        | ×                        | ×                        | ×                        | ×                        | ×                        |                          |
| Mao Mita (三田 麻央?)            | 9 settembre 1995      | Osaka            |                          | ×                        | ×                        | ×                        | ×                        | ×                        | ×                        |                          |
| Momoka Iwata (岩田 桃夏?)        | 2 luglio 2001         | Kyoto            |                          |                          |                          |                          |                          |                          | ×                        | ×                        |
| Eriko Jō (城 恵理子?)            | 27 novembre 1998      | Hyōgo            |                          | ×                        | ×                        | ×                        | ×                        | ×                        | 89                       | 79                       |
| Ai Ōsawa (大澤 藍?)              | 29 gennaio 2001       | Osaka            |                          |                          |                          |                          |                          |                          |                          |                          |
| Kokoro Naiki (内木 志?)          | 6 aprile 1997         | Shiga            |                          |                          |                          | ×                        | ×                        | ×                        | ×                        | 54                       |
| Kanae Iso (磯 佳奈江?)           | 9 agosto 1993         | Ibaraki          |                          |                          |                          | ×                        | ×                        | ×                        | ×                        | ×                        |
| Yui Ōdan (大段 結愛?)            | 30 novembre 2004      | Hyōgo            |                          |                          |                          |                          |                          |                          |                          |                          |
| Mai Ōdan (大段 舞依?)            | 4 ottobre 1994        | Hyōgo            |                          |                          | ×                        | ×                        | ×                        | ×                        | ×                        |                          |
| Sara Takei (武井 紗良?)          | 6 ottobre 1998        | Osaka            |                          |                          |                          | ×                        | ×                        | ×                        | ×                        | ×                        |
| Rena Kawakami (川上 礼奈?)       | 16 settembre 1995     | Kagawa           | ×                        | ×                        | ×                        | ×                        | ×                        | ×                        | ×                        | 116                      |
| Rina Kushiro (久代 梨奈?)        | 29 gennaio 1999       | Osaka            |                          | ×                        | ×                        | ×                        | ×                        | ×                        | ×                        | ×                        |
| Yūri Ōta (太田 夢莉?)            | 1º dicembre 1999      | Nara             |                          | ×                        | ×                        | ×                        | ×                        | 52                       | 27                       | 23                       |
| Narumi Koga (古賀 成美?)         | 30 marzo 1998         | Osaka            |                          | ×                        | ×                        | ×                        | ×                        | ×                        | ×                        |                          |
| Airi Tanigawa (谷川 愛梨?)       | 5 dicembre 1995       | Kanagawa         |                          | ×                        | ×                        | ×                        | 74                       |                          | 57                       | 102                      |
| Rina Yamao (山尾 梨奈?)          | 10 dicembre 1995      | Kyoto            |                          |                          | ×                        | ×                        | ×                        | ×                        |                          | ×                        |
| Ami Satō (佐藤 亜海?)            | 15 marzo 2000         | Hyōgo            |                          |                          |                          |                          |                          |                          |                          |                          |
| Riona Ōta (大田 莉央奈?)         | 12 marzo 2003         | Osaka            |                          |                          |                          |                          |                          |                          |                          |                          |

## Discografia

### Album in studio
- 2013 - Teppen Tottande! (てっぺんとったんで!)
- 2014 - Sekai no Chuushin wa Osaka ya ~Namba Jichiku~ (世界の中心は大阪や ～なんば自治区～)
- 2017 – Namba Ai ~Ima, Omou Koto~

Singoli
- 2011 - Zetsumetsu Kurokami Shōjo
- 2011 - Oh My God!
- 2012 - Junjō U-19
- 2012 - Nagiichi
- 2012 - Virginity
- 2012 - Kitagawa Kenji
- 2013 - Bokura no Eureka
- 2013 - Kamonegikkusu
- 2014 - Takane no Ringo
- 2014 - Rashikunai
- 2015 - Don't Look Back!